# Rachelia glaria
Rachelia glaria là một loài thực vật có hoa trong họ Cúc. Loài này được J.M.Ward & Breitw. miêu tả khoa học đầu tiên năm 1997.